# 세종 육영재
육영재(毓英齋)는 세종특별자치시 연동면에 있는 건축물이다. 2001년 5월 31일 연기군의 향토유적 제39호로 지정되었다가, 행정구역 개편에 따라 2014년 9월 30일 세종특별자치시의 향토문화유산 제39호로 재지정되었다.

## 개요
육영재(毓英齋)는 조선시대 중기 결성장씨(結城張氏)인 장훈(張訓, 1568~1609)이 지은 문중서당(門中書堂)으로 송동서숙(松東書塾) 또는 송남서당(松男書堂)으로도 불린다.
장훈은 충청도 전의현 동면(忠淸道 全義縣 東面, 현재 세종특별자치시 전동면 노장리)에 살고 있었으나 임진왜란(壬辰倭亂, 1592~1598)으로 생활이 어렵게 되자 세 동생(열(說), 전(詮), 순(詢))과 함께 인근지역인 연기현 동이면(燕岐縣 東二面, 현재 세종특별자치시 연동면 송용리)로 이주(移住)하였으며, 이후 자식들의 교육을 위해 서당을 만든 것이 육영재라 하는데 정확한 건립연대와 지역에 대한 자료는 남아있지 않다. ‘松男書堂移建記(송남서당이건기)’에 의하면 1876년(고종 13)에 현재의 위치로 옮겨졌으며, 일제강점기인 1921년에 신식교육을 위한 기성학교를 개설하였으나 1925년 연동공립보통학교가 인근에 생기면서 그 다음해에 폐교되었다. 폐교 후에는 집안 아이들의 한문서당으로 활용되었다고 하지만 현재는 서당의 기능은 없어지고 결성장씨 연기파(燕岐派) 종중(宗中)에서 관리하고 있다.
육영재는 ‘ㄱ’자 형태의 평면구조를 하고 있으며, 정면 6칸, 측면 3칸의 규모에 팔작지붕을 하고 있다. 중앙 4칸은 대청마루이고 좌우 1칸씩은 방을 만들었다. 좌측으로 튀어나온 1칸은 부엌이다. 육영재의 대청마루가 1936년에 상량(上梁)되었다는 기록이 있는 것으로 보아 현재위치로 옮겨진 후 수리된 것으로 보이며, 솟을대문은 2003년에 지어졌다.

## 현지 안내문
결성 장씨 가문의 문중서당으로 기록에는 '유영재', '송동서숙', '송남서당' 등의 명칭으로도 전해진다.
결성장씨족보에 의하면 서당이 처음 건립된 것은 약 400 여 년 전인 조선 선조조의 일이며 처음 서당을 세운 인물은 장훈인 것으로 전해진다. 그는 자신의 세 동생들과 함께 연기 동쪽 송곡리에 정착한 후 서숙을 세워 자손들을 가르쳤다고 한다.
조선말 개화기에는 신식학문을 교육하는 기성학교를 개설하여 초·중·고 과정을 교육하다가 1926년에 연동공립보통학교가 세워지자 폐교되었다. 그러나 이후에도 문중에서는 해방 직후까지 이곳을 후손들에게 한문을 교육하는 한문서당으로 이용하였으며, 비록 서당으로서의 교육기능을 완전히 상실한 현재까지도 현재 문중에서는 서당 계를 하여 육영재를 유지하고자 노력하고 있다.
서당건물은 ㄱ자형의 건물로 팔짝지붕을 하고 있고, 한쪽 정면에는 툇마루가 있다.